# Добруджански въглищен бесейн
Добруджанският въглищен басейн се намира в югоизточната част на Южна Добруджа. В неговите граници са установени три въглищни находища: Добруджанско, Калиакренско и Наневско. От трите находища единствено първото има промишлено значение, второто е в акваторията на шелфа, а третото е на дълбочина 4000 м. Поради интензивните по-късни размествания на континенталните блокове, генетическите граници на басейна е невъзможно да се установят.
Когато се е формирал басейнът, той се е намирал далеч на юг, някъде в зоната на тропическия климатичен пояс. При тези размествания отделни негови части (блокове) са били изведени в различни геоложки епохи и с различна продължителност над морското равнище и частично или напълно унищожени от ерозията, а други са потънали на големи дълбочини и днес ги откриваме покрити от скали, образувани през по-късните геоложки епохи. Дебелината на тези покривки днес е от 1300 м. до 4000 м. По тази причина въгленосните седименти не се разкриват никъде на съвременната земна повърхност. Като се имат предвид установените три находища, може да се предположи, че първоначалните размери на басейна са били от порядъка на няколко хиляди квадратни километра, което е в напълно съгласие с мащабите на карбонските комплекси в други части на света.

## Проучвания
Добруджанското въглищно находище е закрит тип. Открито е през 1960 г.от сондаж за търсене на нефт и газ при с. Раковски, северно от гр. Каварна на дълбочина от 1380 м. до 1900 м. Геохроноложката възраст на въгленосната серия е горен карбон (намюр-фестфалстефан), което означава че са образувани преди 290 млн. години. Едновъзрастни са със Свогенския антрацитен басейн, с въглищното находище „Зелениград“ край гр. Белоградчик и с въглепроявлението при с. Киреево, Видинско.
Общата дебелина на целия горнокарбонски комплекс е около 2200 м., като въглищните пластове са разпределени в четири нива – свити, разделени с интервали, изградени само от пясъчници. След формиране на басейна в геоложката история е имало три продължителни периода, когато те са били суша, т.е. над нивото на тогавашните морета и океани. Всеки сушев период е бил предшестван от значителни тектонски събития, свързани с размествания на отделните континентални плочи. При техния сблъсък се раждат планинските вериги с нагъвания и разкъсвания. Колкото по-високи са те, толкова по-интензивно е тяхното разрушаване. При този процес единното пространство на образуване на въгленосния басейн е разкъсано и днес намираме негови фрагменти на значителни разстояния, на различни дълбочини и с различна степен разрушения.
Въгленосните и невъгленосните части в стратиграфския разрез на горния карбон имат своите географски означения. Въгленосните имат следните названия: Могилищенска, Македонска, Крупенска и Гуркова, а невъгленосните: Иречекска, Вранинска, Велковска и Полянска. Дебелините на въглищните пластове е различна, тя варира от 0,20 – 0,40 м. за Могилищенската свита, до 3 – 4 м. за Македонската и Крупенската. Най-дебелият въглищен пласт е р3 от Гурковската свита и достига 12 м. Общите ресурси на басейна са около 2 милиарда тона, от които са добре проучени около 900 милиона тона.
Пепелното им съдържание е между 20% и 40 % и е сравнително високо, калоричността им е между 7000 ККл и 8000 ККл. По-голямата част от запасите са за добив на електроенергия и само 30 % са за добив на кокс в металургията.

## Експлоатация
Условията за експлоатация биха били много тежки. За да се стигне до въглищните пластове трябва да се прокарат две вертикални шахти с дълбочина 2000 м и от тях да се прокарат хоризонтални галерии за експлоатация. При прокарването на шахтите трябва да се преодолее много дебел водоносен хоризонт, който е силно окарстен, т.нар. „Варненски артезиански басейн“. Това се термалните води, които фонтанират от специално прокараните сондажи по плажовете на северното Черноморие. Освен това експлоатационните работи биха се водили в термозоната между 30 °C и 40 °C, което изисква мощни охладителни системи, за да може да се работи в галериите.
Възникват и сериозни екологични проблеми с ограничаване използването на въглеродните енергоносители и за конкретните щети на околната среда около шахтните зони. Като съществена пречка за разкриване на находището е и невъзможността те да бъдат проучени със сондажи до степен снижаване риска до приемливо ниво. Това може да стане само с прокарване на проучвателните шахти и прилежащите им галерии, което предполага огромни инвестиции.
Тези тежки геоложки условия налагат да се търсят нови алтернативни методи за евентуалното използване на енергийните ресурси на басейна.